# Jorge de Liechtenstein
El príncipe Jorge de Liechtenstein (11 de noviembre de 1911-18 de enero de 1998) fue el cuarto de los ocho hijos del príncipe Luis Gonzaga de Liechtenstein y de su esposa, la archiduquesa Isabel Amalia de Austria, hija del archiduque Carlos Luis. Su hermano mayor fue el príncipe soberano Francisco José II de Liechtenstein.
Su título completo era Su Alteza Serenísima Georg Hartmann Maria Josef Franz de Paula Aloys Ignatius Benediktus Martin von und zu Liechtenstein, Príncipe de Liechtenstein y Conde de Rietberg.

## Matrimonio y descendencia
El 23 de septiembre de 1948, en Altshausen, el príncipe Jorge contrajo matrimonio con al duquesa María Cristina de Wurtemberg (n. en 1924), hija mayor del duque Felipe Alberto de Wurtemberg y de su primera esposa, la archiduquesa Elena de Austria-Toscana. De este matrimonio nacieron siete hijos:
- Princesa Margarita de Liechtenstein (n. en Viena, Austria, el 1 de mayo de 1950).
- Princesa María Asunción de Liechtenstein (n. en Viena, Austria, el 28 de abril de 1952).
- Princesa Isabel de Liechtenstein (n. en Viena, Austria, el 17 de mayo de 1954).
- Príncipe Cristóbal de Liechtenstein (n. en Viena, Austria, el 15 de enero de 1958).
- Princesa María Elena de Liechtenstein (n. en Viena, Austria, el 8 de septiembre de 1960).
- Princesa Georgina María de Liechtenstein (n. en Viena, Austria, el 13 de noviembre de 1962).
- Princesa Micaela María de Liechtenstein (n. en Viena, Austria, el 5 de julio de 1969).